# Savanna Samson
Savanna Samson, pseudonimo di Natalie Oliveros (Rochester, 14 ottobre 1967), è un'ex attrice pornografica statunitense.

## Biografia
La Samson ha studiato balletto durante l'infanzia e l'adolescenza trascorse a Watertown. Divenne quindi una ballerina allo Scores Gentlemen's Club di New York a metà degli anni novanta. Ben presto iniziò ad apparire regolarmente negli show di Howard Stern alla radio e alla tv via cavo E!.

### Carriera pornografica
La fantasia del suo ragazzo era di sposare una pornostar, così la Samson fece un film porno con Rocco Siffredi nel 2000 e regalò la cassetta al marito durante la prima notte di nozze. Il film, che venne candidato come "Best Foreign Release" agli AVN Award, assieme alle apparizioni da Howard Stern, attirarono l'attenzione della Vivid Entertainment. Nel 2002, la Samson siglò un contratto d'esclusiva con la Vivid, divenendo una "Vivid Girl" con la quale ha girato le sue scene più famose come The New Devil in Miss Jones con cui ha ottenuto diversi AVN Award. Il suo nome d'arte è dovuto a un personaggio del romanzo e film Il principe delle maree mentre il cognome Samson dalla figura biblica di Sansone, tramite il quale si è distinta più avanti dall'altra collega Savannah.
Nel 2004, insieme ad altre "Vivid Girl", tra cui Sunrise Adams, è diventata scrittrice, scrivendo capitoli del libro How To Have A XXX Sex Life (Edizioni Regan Books). Nel 2004 ha ottenuto i primi AVN Award tra cui anche quello come Best Actress per Looking In e l'anno successivo ha presentato l'edizione insieme a Thea Vidale, ottenendo anche due premi. Nel 2006 ha aperto un'azienda vinicola, la Savanna Wines. Il primo prodotto ha nome "Always Savanna Vino Rosso". Nello stesso anno, insieme a Jenna Jameson, è apparta nel remake della Vivid The New Devil in Miss Jones con cui ha ottenuto il premio come miglior attrice sia agli AVN che agli XRCO, oltre a quello come miglior scena con solo ragazze. Successivamente, ha avviato la sua società di produzione la Savanna Samson Production le cui scene sono state distribuite in esclusiva da Vivid.
Il 3 febbraio 2006, Savanna, Jenna Jameson, McKenzie Lee e altre "Vivid Girls" e "Clubjenna Girls" organizzarono il premio Vivid Club Jenna Super Bowl Party allo Zoo Club di Detroit (Michigan) in contemporanea al superbowl. Con un biglietto d'ingresso di 1000 dollari, gli spettatori poterono assistere ad una "sfilata-spettacolo" di modelle in lingerie, ma non ci furono né nudità né sesso. Una volta annunciato, l'evento provocò un certo imbarazzo all'NFL, la quale precisò che questo spettacolo non era in alcun modo affiliato al Superbowl. Dal 2011 fa parte della Hall of Fame degli AVN Awards.

## Vita privata
Ha quattro sorelle e un figlio, nato poco prima che firmasse con la Vivid. Nonostante il suo lavoro e lo stile di vita, l'attrice dice di essere una cattolica praticante.
Sposa in seconde nozze il maltese Louis Carey Camilleri, ex amministratore delegato della Ferrari e della Philip Morris International. Dopo aver lasciato l'attività pornografica ha avviato un'azienda di produzione di Brunello di Montalcino.

## Riconoscimenti
- AVN Awards
  - 2004 – Best Actress (film) per Looking In[11]
  - 2004 – Best Group Sex Scene (film) per Looking In con Dru Berrymore, AnneMarie, Taylor St. Claire, Dale DaBone, Mickey G., Steven St. Croix[12]
  - 2005 – Best All-Girl Sex Scene (film) per The Masseuse con Jenna Jameson[13]
  - 2005 – Best Group Sex Scene (film) per Dual Identity con Katsumi e Alec Metro[14]
  - 2006 – Best Actress (film) per The New Devil in Miss Jones[15]
  - 2006 – Best All-Girl Sex Scene (film) per The New Devil in Miss Jones con Jenna Jameson[16]
  - 2008 – Best Group Sex Scene (film) per Debbie Does Dallas...Again con Stefani Morgan, Monique Alexander, Evan Stone, Christian e Jay Huntington[17]
  - 2011 – Hall of Fame[10]
- XRCO Award
  - 2006 – Best Single Performance – Actress per The New Devil in Miss Jones[18]

## Filmografia
- Rocco Meats an American Angel in Paris (2000)
- Anything (2002)
- Big Blowout (2002)
- Girl Of My Dreams (2002)
- Grand Opening (2002)
- Long Story Short (2002)
- Portrait of Sunrise (2002)
- Swoosh (2002)
- Dual Identity (2003)
- Eager Beavers (2003)
- Face Down Ass Up (2003)
- Fetish Underground (2003)
- Good Time Girl (2003)
- Looking In (2003)
- Rocco's Best Butt Fucks 2 (2003)
- Savanna Scores (2003)
- Savanna Takes Control (2003)
- Stable (2003)
- Sweet Hearts (2003)
- Taya's Tales (2003)
- Wedding (2003)
- Where the Boys Aren't 16 (2003)
- Woman Under Glass (2003)
- Adore (2004)
- Adult Video News Awards 2004 (2004)
- ATM: Ass Thrusting Machine (2004)
- Bare Stage (2004)
- Be with Me (2004)
- I Love This Business (2004)
- Jaded (2004)
- Key Party (2004)
- L'affaire (2004)
- Last Girl Standing (2004)
- Masseuse 1 (2004)
- Poke Her (2004)
- Room for Rent (2004)
- Savanna Samson Superstar (2004)
- Scene Study (2004)
- Tera Tera Tera (2004)
- Wet Nurse (2004)
- Where the Boys Aren't 17 (2004)
- Adult Video News Awards 2005 (2005)
- And The Envelope Please Tawny Roberts (2005)
- Best Deep Throat On The Planet (2005)
- Cotton Panties Half Off (2005)
- Dr. Lenny's Favorite Anal Scenes (2005)
- Drive (2005)
- Freshness (2005)
- Grudgefuck (2005)
- Hind Sight is 20/20 (2005)
- House of Anal (2005)
- Kiss Me Stupid (2005)
- Lick Clique (2005)
- Love Letters (2005)
- New Devil in Miss Jones (2005)
- Spending The Night With Savanna (2005)
- When Strangers Meet (2005)
- Whore Next Door (2005)
- Workplace (2005)
- Any Way You Want Me (2006)
- Blowjob 2 Blowjob (2006)
- Colors (2006)
- Flasher (2006)
- Flirting And Squirting (2006)
- Just Do Me! (2006)
- La Dolce Vita 1 (2006)
- La Dolce Vita 2 (2006)
- Savanna's Secret (2006)
- Switch (2006)
- Ultrapussy (2006)
- Debbie Does Dallas... Again (2007)
- Rough Draft (2007)
- Savanna Loves Sex (2007)
- Savanna's Been Blackmaled (2007)
- Stood Up (2007)
- Vivid's Private Reserve (2007)
- Where the Boys Aren't 18 (2007)
- 59 Seconds (2008)
- Gotcha (2008)
- Heart Breaker (2008)
- Miles From Needles (2008)
- MILFwood USA (2008)
- Power (2008)
- Shooting Savanna (2008)
- Slit Happens (2008)
- Star 69: Strap Ons (2008)
- Sugar (2008)
- Where the Boys Aren't 19 (2008)
- Blame it on Savanna (2009)
- Funny Bone (2009)
- Going Deep (2009)
- I Was a Teenage MILF (2009)
- MILF Stories (2009)
- Screwed Over (2009)
- Beautiful Stranger (2010)
- Devil in Miss Jones: The Resurrection (2010)
- Experience Required (2010)
- Live!!! Nude!!! Girls!!! (2010)
- Savanna's Anal Gangbang (2010)
- Savanna's Been Blackmaled 2 (2010)
- Watching Savanna (2010)
- Savanna Samson Is the Masseuse (2011)
- Savanna Samson Stripped (2011)
- Superstar Talent (2011)
- Taboo Tramps (2011)
- Teases and Pleases 1 (2011)
- Vivid's 102 Cum Shots (2011)
- Gaga For Gang Bangs (2012)
- Savanna Samson Goes Gonzo (2013)
- Vivid's Award Winners: Best Orgy Sex Scene (2013)
- Looking In (2013)